# Film

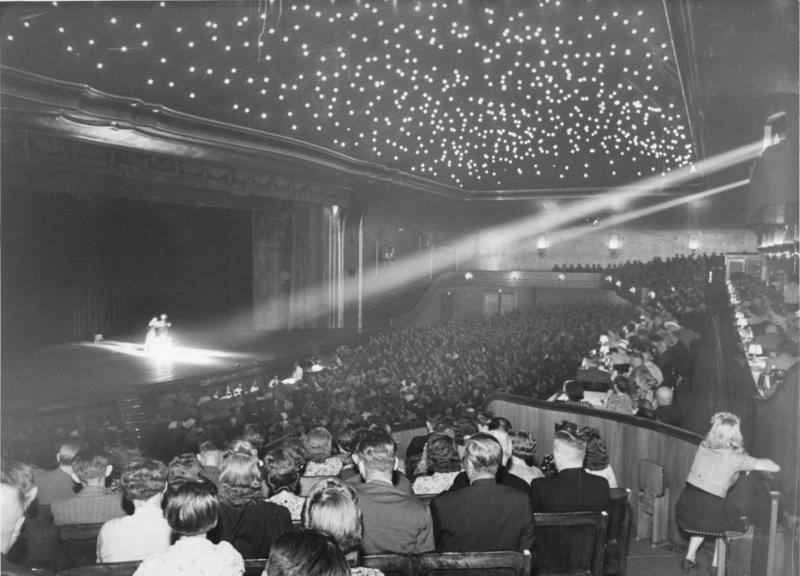
Das Berliner Varieté Wintergarten wurde zum ersten Kino der Geschichte, als die Skladanowsky-Brüder dort 1895 zum ersten Mal einen Film vor Publikum vorführten. Das Bild zeigt eine Aufführung im Jahr 1940.

Der Film ist eine Kunstform, die ihren Ausdruck in der auch als Filmen bezeichneten Produktion bewegter Bilder mittels Foto-, Kamera- und Tontechnik findet, bei Stummfilmen war der Ton untergeordnet oder wurde durch unterschiedliche Möglichkeiten dargestellt. In der Regel werden die Bilder mit einem Filmprojektor im Dunkeln auf eine Bildwand projiziert oder auf einem Bildschirm erzeugt. Heutzutage handelt es sich bei den Filmen des Kinos und des Fernsehens meist um farbige Bilder, die vertont und musikalisch untermalt sind. Der Film ist unter anderem Gegenstand der Filmwissenschaft und der Filmtheorie. Die technische, kulturelle und künstlerische Entwicklung dieses optischen Mediums seit den Anfängen um 1900 ist unter Filmgeschichte ausführlich dargestellt.

## Begriff
Ursprünglich verstand man unter Film (englisch film ‚Häutchen‘) dünne Schichten (wie bei Ölfilm). Mit der Erfindung der Fotografie und dem Übergang von der Fotoplatte zu dem flexiblen Träger aus Cellulosenitrat für die Fotoemulsion wurde der Begriff Film für dieses elastische Fotomaterial verwendet. Übertragen wurde der Begriff auf Szenen bewegter Bilder auf derartigem Material, bis schließlich die ganze Kunstform als Film bezeichnet wurde. Es sind zahlreiche Ableitungen wie filmen, Filmen, Filmgeschäft oder Filmindustrie üblich.
Zu Beginn des 20. Jahrhunderts waren die Begriffe Films oder Filmstreifen für einen Film üblich.
Das ursprüngliche Wort für Filmen ist dagegen Kinematographie (zu griech. kinema, Bewegung, vgl. Kinematik und -graphie ‚aufzeichnen‘), die Analogbildung zu Phonographie Tonaufzeichnung. Aus diesem Wort entwickelt sich als Verkürzung der Ausdruck Kino ‚Lichtspieltheater‘ (Lichtspiel als ‚Werk der Filmkunst‘, auch dieses Wort eine zeitgenössische Bildung der jungen Jahre des Films zu Schauspiel).
Das Filmen selbst geht über die Begriffe Film(kunst) und Kino im aktuellen Sinn hinaus und wird allgemein für das Aufzeichnen jeglicher bewegten Bilddokumente verwendet – oft ohne Film als Aufzeichnungs- oder Wiedergabemedium. Für Spielfilmproduktionen ohne Film wird die Digitale Kinokamera verwendet, für das Fernsehen Video und im privaten Bereich wird oft mit einer Digitalkamera oder einem Smartphone „gefilmt“. Tatsächlich wird die Mehrheit aller aufgenommenen bewegten Bilder und der daraus resultierenden Filmwerke ohne Film im Sinne eines photographischen Trägers produziert. Ein bekannter Ausspruch hinsichtlich dieser Veränderung im Sprachgebrauch stammt von dem Regisseur George Lucas: “I will probably never ever shoot another film – on film.” (deutsch: „Ich werde wahrscheinlich nie wieder einen Film auf Film drehen.“)

## Gesellschaftliche Bedeutung
Dem Film kommen im Wesentlichen drei Bedeutungen zu: erstens als Massenmedium zur Information und zur Bewusstseinsbildung; zweitens – da die Produktion von professionellen Filmen in der Regel einen erheblichen technischen und finanziellen Aufwand bedeutet – eine wirtschaftliche Bedeutung; sowie drittens als Kunstgattung mit ihren eigenen unverwechselbaren Aspekten.
Besonders zur Frühzeit des Films war es strittig, ob der Film als simples Unterhaltungsmedium oder als neue Kunstform anzusehen sei. Eine filmtheoretische Schrift aus dem Jahre 1928 berichtete:

„Wie wir sehen, sind also die an der Filmherstellung beteiligten Fachleute in zwei große, fast feindliche Lager getrennt. Die einen sehen im Film nichts anderes als ein gegenwärtig sehr gangbares Mittel, einträgliche Geschäfte zu machen, eine Ware, die man den Wünschen der Zwischenhändler oder Verbraucher anpasst; die anderen betrachten das Lichtspiel als ein neues Gebiet für den schöpferischen Gestaltungswillen, als ein Mittel zu neuartiger Formung und Ausbeutung von Lebenskräften, kurz: als eine neue Kunst. Billigerweise muss man beide Standpunkte gelten lassen, denn schließlich kann man diese Zweiteilung von Kunst und Geschäft, Schöpfung und Betrieb, Erhebung und Zerstreuung, Werk und Ware auch bei den anderen Kunstzweigen beobachten.“

### Film als Massenmedium
Der Film kann seit dem 20. Jahrhundert als eines der wichtigsten Massenmedien überhaupt angesehen werden, sowohl in Form des Kinos als auch in Form des Fernsehens. Er ist damit zugleich eines der wichtigsten Elemente der modernen Kultur überhaupt geworden. So sind fiktive Filmfiguren, filmtypische Verhaltensweisen, Klischees und Stereotype, aber auch die Auslotung neuer bildhafter Wahrnehmungs- und Erfahrungsräume im Zeitalter der massenhaften Verbreitung des Films zu einem festen Bestandteil der Populärkultur avanciert und prägen diese entscheidend mit. Schon von Anfang an ist das Medium Film mit der Kultur der breiten Masse verbunden, die sich ihm, sei es gemeinsam im Kinosaal oder jeweils einzeln im Wohnzimmer, von Beginn an bereitwillig hingab. Die Filmindustrie – von Kritikern als „Kulturindustrie“ bezeichnet – hat auf diese Massenkompatibilität des Films früh reagiert und diese mit entsprechenden „leichten“ Produktionen als „Massenware“ kommerziell für sich zu nutzen gewusst. Gleichwohl war auch im Hollywood-Kino immer wieder Raum für filmische Experimente und künstlerische Weiterentwicklungen jenseits des klassischen „Erzählkinos“ (Narrativer Film), auch wenn der Experimentalfilm im engeren Sinn nur außerhalb des etablierten (Kultur-)Betriebs möglich war.

### Film als Kunstform
Der Film in seinen verschiedenen Ausprägungsarten kommt der menschlichen Neugier und dem Bedürfnis nach Unterhaltung entgegen. Für den Zuschauer bieten fiktive Unterhaltungsfilme, die Spielfilme, die Möglichkeit, in eine imaginäre Phantasiewelt einzutauchen, in der die Regeln des Alltags auf den Kopf gestellt sind. Psychoanalytische Filmtheorien betonen dabei insbesondere die Verwandtschaft der Filmbilder mit den Bildern des Traumes, die beide dem Zuschauer und dem Träumenden die Möglichkeit zur Entspannung verschaffen.
Für die maßgeblich an der Herstellung eines Films beteiligten Akteure – insbesondere Drehbuchautoren, Regisseure, Schauspieler, Kameraleute, Szenenbildner, Kostümbildner, Filmeditoren, Tongestalter und Filmkomponisten – ist der Film zudem ein Mittel künstlerischen Ausdrucks und kultureller Tätigkeit. So sind bestimmte Filme, ganz besonders die „Autorenfilme“, mittlerweile ein fester Bestandteil der Hochkultur etabliert und werden wie andere künstlerische Werke rezensiert und kunstgeschichtlich analysiert. Zu den künstlerischen Formen des Films zählt insbesondere der Experimentalfilm. Filme mit geringerer Qualität werden gern als B-Movie oder (Film-)Klamotte bezeichnet.
Allgemein wird Film der Kunstform Literatur zugeordnet, wie das verwandte Theater. Abhängig von Art, Zweck, Inhalt oder Gestaltungsmerkmalen eines Films kann dieser einem oder mehreren Filmgenres wie Kriminalfilm, Komödie, Science-Fiction-Film, Horrorfilm, Kriegsfilm, Liebesfilm zugeordnet werden.
Zahlreiche Filmfestivals (Filmfestspiele) weltweit vergeben ihre Filmpreise an Filmproduktionen und Filmschaffende, die sich an Qualitätskriterien, die von eigens zusammengestellten Jurys beurteilt werden, orientieren. Die bekanntesten und bedeutenden Filmpreise werden auf den so genannten „A-Festivals“ vergeben.
Staaten, in denen sich ein Filmschaffen gebildet hat, betrachten dieses als Ausdruck ihrer kulturellen Identität. Die „Filmpolitik“ eines Landes besteht deshalb häufig darin, die nationale Filmproduktion auszubauen und ihre Leistungsfähigkeit – auch im internationalen Wettbewerb – zu sichern und zu fördern. Von  „Filmpolitik“ wurde bereits vor dem Ersten Weltkrieg gesprochen. Dazu gehörte neben Filmwirtschaftspolitik auch die Absicht, mit staatlich geförderten Filmen strategische Öffentlichkeitsarbeit im Ausland (im Sinne der heutigen Public Diplomacy) zu betreiben.

### Film als Wirtschaftsfaktor
Die Filmwirtschaft umfasst alle Bereiche des Films von der Filmherstellung, der Produktion bis zu seiner Verbreitung, Vermarktung, Vervielfältigung und Verwertung (Filmverleih). Da die Herstellung von Filmen finanziell aufwändig ist, stellt sich immer die Frage der Filmfinanzierung. Während in den Vereinigten Staaten, vor allem in den großen Studioanlagen von Hollywood, die Filme mit ihrem internationalen Verkauf finanziert werden, sind europäische Filmproduktionen fast immer von Förderungen abhängig. Die Ursachen dafür liegen unter anderem in der klein strukturierten europäischen Filmwirtschaft, während man in den Vereinigten Staaten von einer wahren Filmindustrie sprechen kann. Insbesondere „Hollywood“ gilt als Synonym für die amerikanische Filmindustrie, da sich hier alle großen und wichtigen Filmstudios befinden.
Ein wesentlicher Faktor zur Beurteilung des Erfolgs eines Films sind die Besucherzahlen in den Kinos sowie in weiterer Folge die Absatzzahlen von Verbreitungsmedien wie DVDs sowie Merchandising-Produkten (Spiele, Spielzeug usw.). Aufgrund vielfältigerer Freizeitmöglichkeiten und der Einführung des Fernsehens seit 1950 ist die Anzahl der Kinobesuche und damit die Anzahl der Kinos weltweit in unterschiedlich starker Ausprägung bis in die 1990er Jahre stark zurückgegangen.
Im Jahre 2005 stieg die weltweite Spielfilmproduktion im Vergleich zu 2004 um 7,8 Prozent auf 4603 Filme an. Die meisten Filme wurden in Indien hergestellt, das 2005 mit 1041 Filmen erstmals die Gesamtproduktion der EU-25-Staaten (1035) übertraf (siehe auch: Bollywood). Den zweitgrößten Filmausstoß haben die Vereinigten Staaten von Amerika (699 Filme). Es folgen Nigeria bzw. Nollywood (500), Japan (356), China (260) und Frankreich (240).

## Filmproduktion

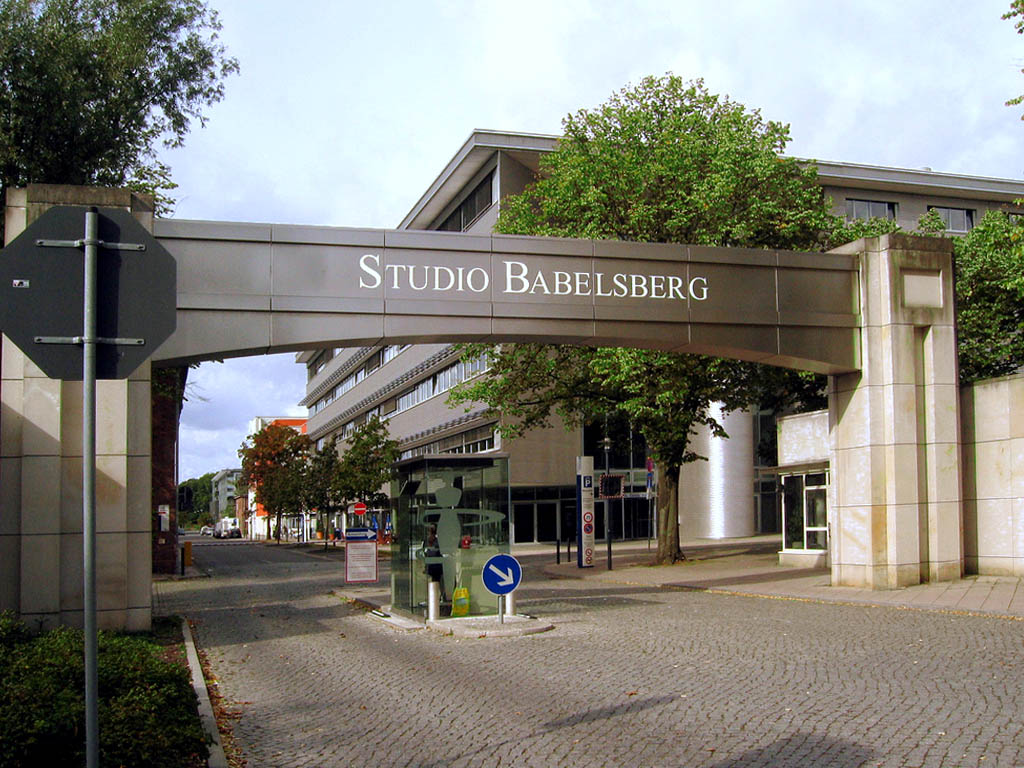
Das Studio Babelsberg in Potsdam bei Berlin wurde 1912 gegründet und war damit das erste große Filmstudio der Welt – und ein Vorläufer zu Hollywood. Es produziert noch immer regelmäßig Blockbuster-Filme.

Die Filmkunst erfordert ein Zusammenwirken verschiedener kreativer und künstlerischer Fähigkeiten, unter anderem in den Bereichen Dramaturgie, Schauspielkunst, Fotografie (Lichtgestaltung, Kadrage bzw. Bildausschnitt, Filmschnitt und Tongestaltung). Die an einem Film maßgeblich beteiligten Personen werden als Stab bezeichnet. Aufgrund der hohen Aufwendungen für einen Film werden im Allgemeinen auch immer wirtschaftliche Fragestellungen berücksichtigt. In Europa sind Spielfilme in der Regel auf Filmförderungen angewiesen.
Die Phasen einer typischen Filmproduktion sind:
1. Projektentwicklung
2. Vorproduktion
3. Dreharbeiten
4. Postproduktion
5. Filmverwertung

## Technische Voraussetzungen
Filme bestehen aus statischen Einzelbildern (Fotografien). Der filmische Effekt, die Illusion von Bewegung, entsteht beim Betrachter, wenn Einzelbilder in schneller Abfolge gezeigt werden. Ab einer Frequenz von etwa fünfzehn Bildern pro Sekunde werden sie auf Grund des Zusammenwirkens von Stroboskopischer Bewegung und Nachbildwirkung (Trägheit des Auges) auf der Netzhaut des menschlichen Auges nicht mehr als Einzelbilder, sondern als filmische Bewegung wahrgenommen, die optisch einer realen Bewegung ähnelt. Heute werden wie seit Jahrzehnten im Kino typischerweise 24 Bilder pro Sekunde gezeigt, aber zahlreiche Filmemacher und Techniker fordern, erheblich mehr Bilder pro Sekunde zu nutzen, um der Wirklichkeit näher zu kommen. Konkurrierende Medien, die bewegte Bilder einsetzen, wie Computerspiele oder das Fernsehen nutzen aus diesem Grunde 50, 60 oder auch mehr Bilder pro Sekunde.
Die Filmkunst tritt in drei großen Ausprägungsformen auf: Hier ist zum einen die klassische Filmarbeit, die mit Hilfe fotografischer Verfahren Einzelbilder von Ereignissen in schneller Abfolge auf Sensoren (siehe Digitale Kinokamera) oder Filmmaterial (siehe Filmkamera) ablichtet.
Schließlich ist der Trickfilm zu nennen, insbesondere der Zeichentrickfilm sowie seine aktuelle Fortentwicklung im Computeranimationsfilm, bei denen keine realen Vorgänge als Ganzes abgefilmt werden, sondern die Bilder einzeln durch Zeichnen, Stop-Motion oder digitale Animation erzeugt werden. Das jüngste Sub-Genre hiervon bilden die Machinima, mittels Computerspielen erstellte Animationsfilme.
Diese Bilder werden durch Projektoren auf eine Leinwand in verdunkeltem Raum geworfen, wo der Eindruck von lebendiger Szene entsteht.
Seit den 1990er Jahren scheinen auf Grund der rasanten Entwicklung der digitalen Systeme diese technisch bedingten Unterschiede zu verschwimmen, insbesondere bei kommerziellen Produktionen. Dabei ist ein Trend zur zunehmenden Digitalisierung der gesamten Herstellungskette zu beobachten: Realbilder (fotografische Aufnahmen mit Grauwerten oder in Farbe von realen Gegenständen) werden zunächst vom fotografischen Filmmaterial ausgehend digitalisiert oder bereits direkt mit hochauflösenden Digitalkameras aufgenommen. Damit erfolgt die Produktion der bewegten Bilder volldigital, wobei sie insbesondere durch künstlich erzeugte Bilder oder Bildteile ergänzt wird. Auch die Aufführung geschieht zunehmend digital, wodurch Verschleiß und Qualitätsverlust, die bei filmbasierender Aufführung unumgänglich sind, entfallen.

## Filmtheorie
Die Filmtheorie ist das theoretische Verständnis von Film. Da Film als Kunst, als Medium oder auch als Ware begriffen werden kann, gibt es dementsprechend ästhetische, kommunikationstheoretische, medienwissenschaftliche und medientheoretische sowie wirtschaftliche Filmtheorien. Unterschieden werden können Theorien, die den Akzent eher auf die Filmemacher legen einerseits und Rezeptionstheorien andererseits, die sich mit der Wirkung des Films auf den Zuschauer befassen. Letztere stehen unter anderem im Zentrum der Medienwirkungsforschung sowie der Medienpsychologie. Das zentrale Instrument zur theoretischen Untersuchung einzelner Filme ist die Filmanalyse.

## Institutionen und Organisationen
Zahlreiche Institutionen beschäftigen sich weltweit wissenschaftlich mit dem Film, dessen Bewahrung für die Zukunft und der Förderung qualitativen Filmschaffens in der Gegenwart. Eine langfristig besonders wichtige Rolle kommt dabei den Filmarchiven zu, die sich der Sammlung und Ordnung der weltweit produzierten Filme widmen und die vor allem seit der Zwischenkriegszeit in größerem Maße aufgebaut wurden. Verschiedene Arten von Filmorganisationen beschäftigen sich mit weiteren Aspekten des Films, etwa der Vermarktung und Bewerbung nationaler Produktionen. Vom Schauspieler bis zum Produzenten besteht weltweit eine Vielzahl an Interessens- und Berufsverbänden.
Auf europäischer Ebene ist die European Film Promotion, ein Zusammenschluss von Filmorganisationen aus 28 europäischen Ländern, ergänzend zu den EU-Förderprogrammen Media Programm und EURIMAGES der bedeutendste überstaatliche Bewerber und Vermarkter des europäischen Films in der Welt.